# Morgan Aeromax
De Morgan Aeromax is een auto van het Britse merk Morgan. De auto stond als conceptmodel op de Autosalon van Genève in 2005. In juni 2006 maakte Morgan bekend dat de Aeromax in productie zou worden genomen, deze zou uit een beperkte oplage van 100 stuks gaan bestaan.

## Model
De Aeromax is gebaseerd op de reeds bestaande Morgan Aero 8. De motor in de Aeromax is een 4.4L V8 van BMW die in de Morgan 333pk zal voortbrengen. Het grootste verschil met de Aero 8 is de achterkant die radicaal anders is ontworpen. Waar de Aero 8 een soft-top heeft is de Aeromax een volwaardige coupé. In februari 2008 rolde de eerste Aeromax van de band, naar verwachting zal de honderdste in 2009 zijn opwachting maken.